# Gaudencio Borbon Rosales
Gaudencio Borbon Rosales (Sinh 1932) là một Hồng y người Philippines của Giáo hội Công giáo Rôma. Ông nguyên là Tổng giám mục Tổng giáo phận Manila và thành viên Hội đồng Hồng y về Tổ chức và Giải quyết các vấn đề Kinh tế Tông Tòa.

## Tiểu sử
Hồng y Rosales sinh ngày 10 tháng 8 năm 1932 tại thành phố Batangas, thuộc Philippines. Sau quá trình tu học dài hạn tại các chủng viện theo quy định của Giáo luật, ngày 23 tháng 3 năm 1958, Phó tế Rosales được truyền chức linh mục, bởi Giám mục Alejandro Ayson Olalia, giám mục chính tòa Giáo phận Lipa. Tân linh mục cũng là thành viên linh mục đoàn của Giáo phận này.
Ngày 12 tháng 8 năm 1974, ở tuổi 42, Tòa Thánh thông báo bổ nhiệm linh mục Gaudencio Borbon Rosales làm Giám mục Phụ tá Tổng giáo phận Manila, hiệu tòa Oescus. Lễ tấn phong cho vị tân giám mục đã được cử hành ngày 28 tháng 10 sau đó. B giáo sĩ tham dự chính vào nghi thức truyền chức gồm có Tổng giám mục Bruno Torpigliani, Sứ thần Tòa Thánh tại Philippines. Hao giáo sĩ khác trong vai trò phụ phong là Tổng giám mục Jaime Lachica Sin, Tổng giám mục Tổng giáo phận Manila và Tổng giám mục Tổng giáo phận Lipa Ricardo Jamin Vidal. Tân giám mục chọn châm ngôn:Si mortuum fuerit fructum affert.
Ngày 9 tháng 6 năm 1982, Tòa Thánh thông báo đã chọn lựa Giám mục Rosales làm Giám mục Phó Giáo phận Malaybalay. Hai năm sau đó, ông kế vị chức giám mục chính tòa ngày 14 tháng 9 năm 1984. Sau mười năm mục vụ tại Malayabalay, Tòa Thánh h6ong báo việc đã tuyển chọn và thăng giám mục Rosales làm Tổng giám mục Tổng giáo phận Lipa vào ngày 30 tháng 12 năm 1992.
Sau mười năm tại Lipa, Tòa Thánh thông báo thuyên chuyển Tổng giám mục Rosales về thủ đô Manila, làm Tổng giám mục Tổng giáo phận Manila ngày 15 tháng 9 năm 2003. Tân Tổng giám mục Manila nhiệm sở sau đó vào ngày 21 tháng 11. Từ ngày 2 tháng 3 năm 2003, ông là thành viên Hội đồng Hồng y về Tổ chức và Giải quyết các vấn đề Kinh tế Tông Tòa.
Qua Công nghị Hồng y 2006 được tổ chức ngày 24 tháng 3, Giáo hoàng Biển Đức XVI vinh thăng Tổng giám mục Rosales tước vị Hồng y Nhà thờ Santissimo Nome di Maria in Via Latina. Tân hồng y cũng đã nhận nhà thờ hiệu tòa của mình vào ngày 4 tháng 3 năm 2007. Ngày 13 tháng 10 năm 2011, ông từ nhiệm vì lí do tuổi tác theo giáo luật.